# Cantó de Lo Borg Sant Andiòu

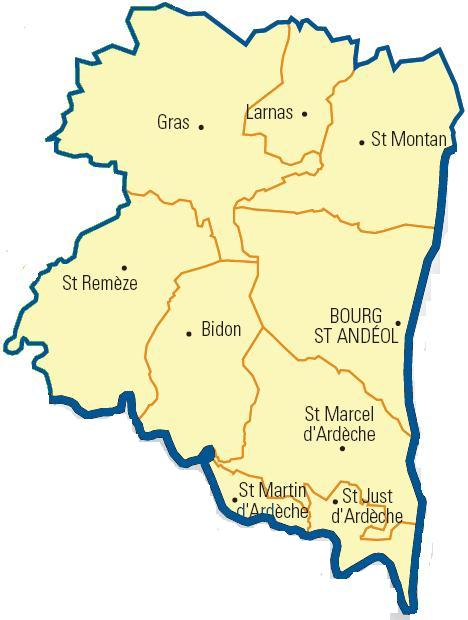
Comunes del cantó

El cantó de Lo Borg Sant Andiòu és un cantó francès del departament de l'Ardecha, situat al districte de Privàs. Té 9 municipis i el cap és Lo Borg Sant Andiòu.

## Municipis
- Bidon
- Lo Borg Sant Andiòu
- Gras
- Larnas
- Sant Just
- Saint-Marcel-d'Ardèche
- Sant Martin d'Ardecha
- Saint-Montan
- Sant Remèsi

## Història
| Data d'elecció                           | Identitat       | Partit                     | Qualitat |
| ---------------------------------------- | --------------- | -------------------------- | -------- |
| 1952-1964                                | Pierre Piéri    | Divers gauche, després UNR |          |
| 1964-1970                                | M. Daudel       | RI                         |          |
| 1970-1976                                | M. Maurel       | UDR                        |          |
| 1976-1982                                | M. Rouvière     | Divers gauche, després UDF |          |
| 1982-1994                                | Max Carrière    | PS                         |          |
| 1994-                                    | Pascal Terrasse | PS                         |          |
| les dades anteriors no són pas conegudes |                 |                            |          |
|                                          |                 |                            |          |

| 1962  | 1968   | 1975   | 1982   | 1990   | 1999   | 2007   |
| ----- | ------ | ------ | ------ | ------ | ------ | ------ |
| 7.902 | 10.906 | 10.687 | 12.129 | 13.308 | 14.173 | 15.282 |